# Saint-Privat-des-Prés
Saint-Privat-des-Prés foi uma comuna francesa na região administrativa da Nova Aquitânia, no departamento Dordonha. Estendia-se por uma área de 19,35 km². Em 2010 a comuna tinha 1 128 habitantes (densidade: 58,3 hab./km²).
Em 1 de janeiro de 2017, passou a formar parte da nova comuna de Saint Privat en Périgord.